# Амптгілл
Амптгілл (англ. Ampthill) — невелике місто та парафія у Бедфордширі, розташоване між Бедфордом та Лутоном. Населення міста складає 6 000 осіб. Місто підпорядковується Раді Центрального Бедфордширу. Протягом століть щочетверга у місті проводиться ярмарок.

## Історія
Назва має англо-саксонське походження. Спершу поселення називалося 'Aemethyll', що у перекладі означає ‘мурашник’. Книга страшного суду дає вже назву 'Ammetelle'. Амптгіллом у 1086 році володів Нігель де ла Васт. Дослівно текст виглядає так: Ammetelle: Nigel de la Vast from Nigel de Albini of Cainhoe|Nigel d'Aubigny.
У 1242 році король Генріх III постановив проводити тут ярмарок щочетверга. Традиція підтримується вже 750 років.
До Амптгіллського замку часто навідувався Генріх VIII, у ньому з 1531 по 1533 рік жила Катерина Арагонська. Після розлучення вона переїхала до Кімболтона. Будівлю звів у 15-му столітті сер Джон Корнуолл, у подальшому Лорд Фарнгоупський, який заволодів цими землями після битви при Агінкурті. Хоча замок зараз нежилий, і досі помітні ознаки проживання у ньому, зокрема мережа озер, створена для забезпечення рибою мешканців замку.

## Церква Андрія Первозваного
Церква Андрія Первозваного датується між ранньоанглійським та Перпендикулярним періодами. На території церкви знаходиться пам'ятник Річарду Ніколісу (1624—1672), уродженцю Амптгілла, брату Карла II, якому король подарував голландську північноамериканську колонію Нові Нідерланди, отримавши контроль над її головним містом Новий Амстердам в 1664 році, і ставши першим англійським губернатором штату, змінив його назву на Нью-Йорк . Ніколс загинув у битві між англійським та голландським флотами при Солебеї. Ядро, яке позбавило його життя, зберігається на його могилі. На церкві встановлено вісім дзвонів. У 1981 році до шести існуючих додали ще два. Відправа проводиться щотижня по неділях о 9.30 (євхаристія) та 18.30 (вечірня). Церква має власний постійно діючий хор, який супроводжує ранкову та вечірню служби протягом останніх 100 років.

## Г'ютонський дім

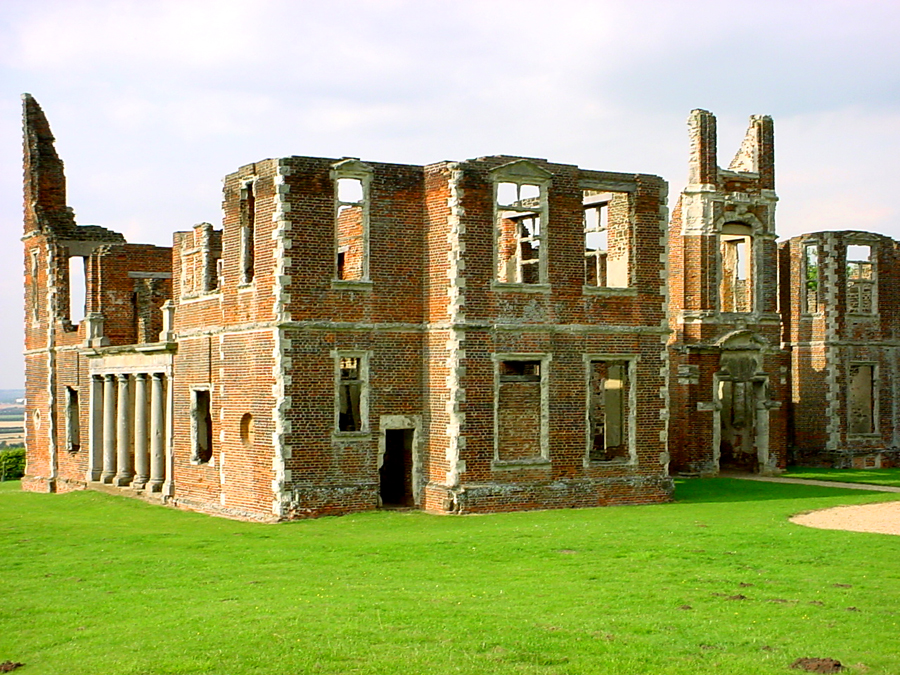
Г'ютонський дім

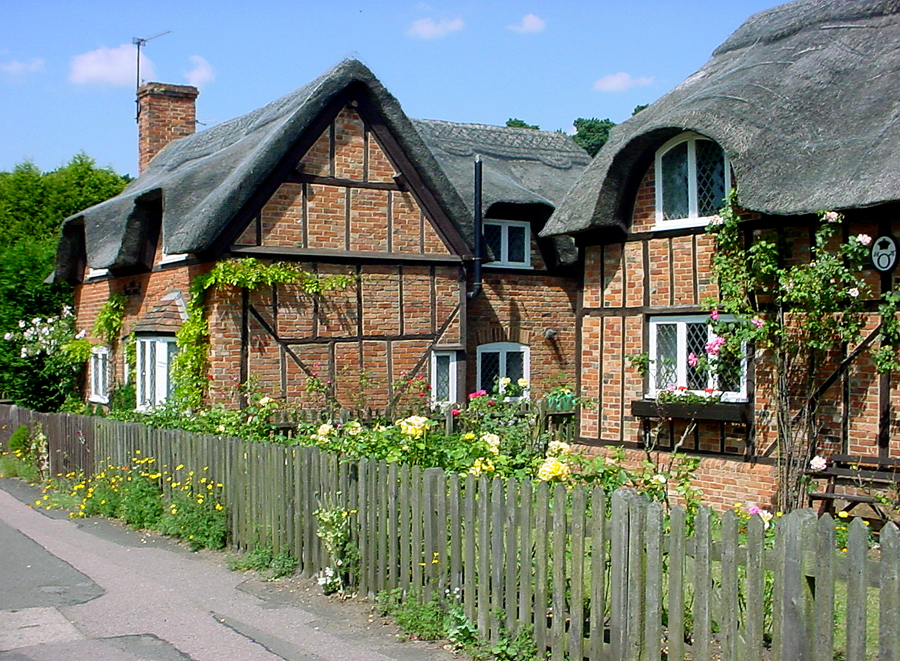
Солом'яні будинки на Вобурн Стріт, Амптгілл. Збудовані 1812–16

Г'ютонський дім був збудований 1621 року графинею Пемброкською Мері, сестрою поета сера Філіппа Сідні. У 1675 році відвідування будинку Джоном Баньяном надихнуло на створення розділу «Прикрашений чертог» його книги Подорож до Небесної країни, яка базувалася на подорожі між Бедфордом та Лутоном. Пагорб на дорозі біля Амптгілла став моделлю для «Гори Перешкод». Г'ютонський дім 1738 року став власністю Герцога Бредфорда, який розібрав дах, що призвело до руйнації будинку в 1794 році.

## Стиль
У середині 1780-х Джон Фітцпатрік, другий граф Верхнього Осрайге, проводив кампанію з розвитку центру міста. Він збудував сучасну ринкову площу, помпу та годинникову вежу. Завдяки лорду Верхнього Осрайге був встановлений хрест на честь Катерини Арагонської з присвятою, виконаний Хорасом Волполом та збудовані солом'яні хати у 1812—1816 роках для його робітників.
По смерті Лорда Верхнього Осрайге 1818 року Амптгілл Парк став резиденцією барона Голланда, завдяки якому Голландський Дім у Кенсінгтоні став відомим як місце збору інтелектуалів.
У Амптгіллі з 1919 до смерті у 1964 році за адресою Черч Стріт 20 проживав видатний архітектор 20 століття сер Альберт Річардсон. За його проектом було зведено будівлю Ради Середнього Бедфордширу, (тоді ще Сільський район Амптгілл на Данстабл Стріт 12.
Амптгілл Парк став місцем поховання золотого зайця у книзі Кіта Вільямса «Маскарад»
В часи Другої світової війни неподалік Амптгілла знаходився табір, де волонтери, що розташовувалися у наметах на території сусіднього пансіонату, вирощували цукрові буряки.

## Амптгілл сьогодні
Завдяки репутації історичного ярмаркового міста Амптгілл і досі залишається комерційним центром для навколишніх поселень. До послуг жителів кілька жвавих пабів, широкий вибір ресторанів, супермаркет Waitrose та чимало спеціалізованих магазинів-квартир. Також здійснюють діяльність малі підприємства та приватні підприємства — адвокати, ріелтори, фінансові агенти, перукарні тощо. Великі промислові підприємства знаходяться за межами міста у промисловій зоні. У місті також розвинута мережа комунальних зручностей: школи, медичні заклади, станції швидкої допомоги та пожежної служби, поліцейський відділок.
Історичний центр Амптгілла вкупі з респектабельними школами та вищевказаними зручностями зробили його найдорожчим містом як Центрального, так і всього Бедфордширу. Більшість робітників Амптгілла працюють тут же, решта їздять на роботу до сусідніх Бедфорда, Лутона та Мілтон Кейнс. Амптгілл має зручний зв'язок з Лондоном і 13 % жителів їздять туди щодня. Щоправда, останнє дослідження показало, що за останнє десятиріччя відтік мешканців з міста значно скоротився.

## Міста-побратими
- Ніссан-лез-Ансерюн, Франція

## Спорт і дозвілля

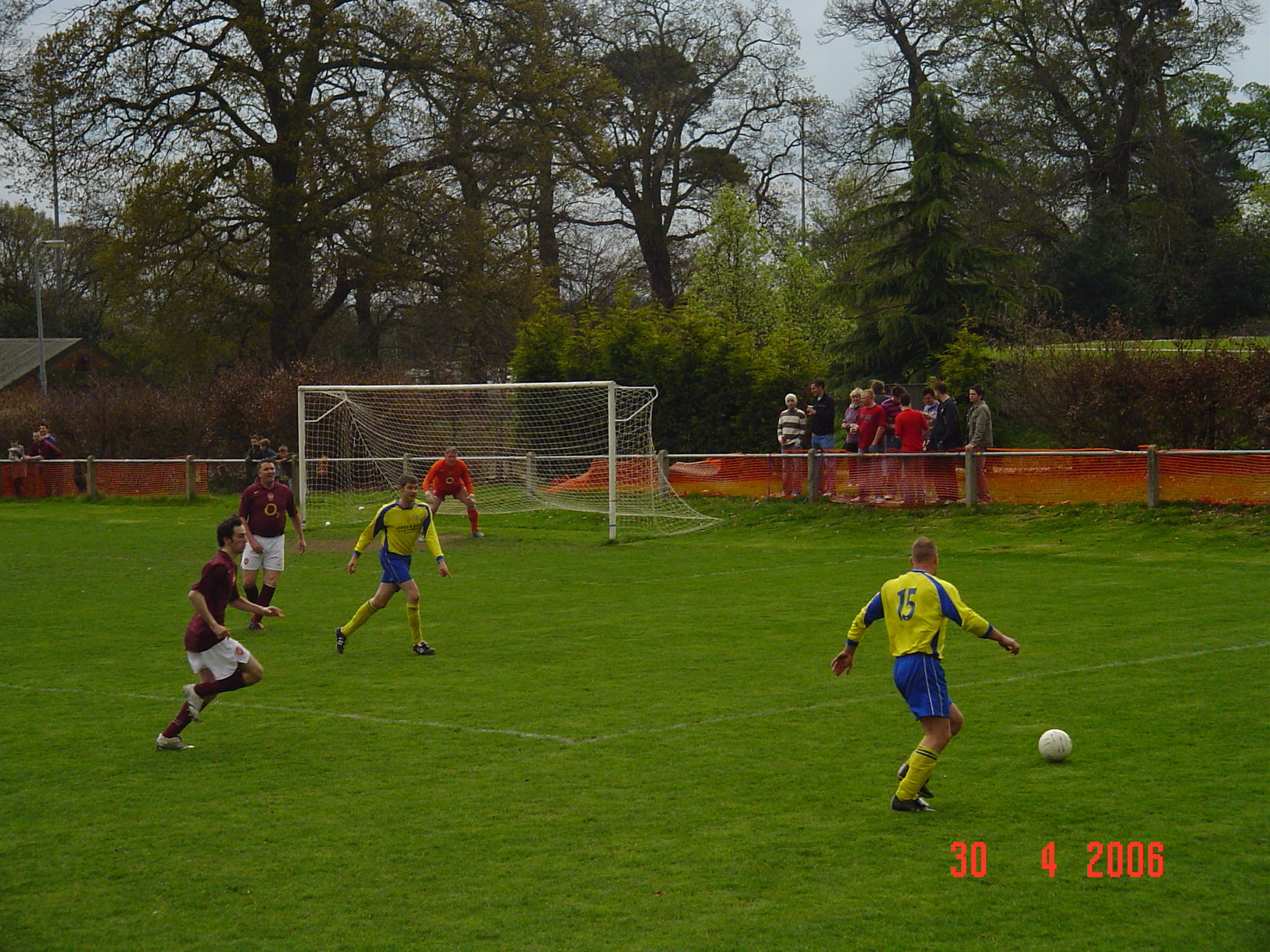
Arsenal Celebrity Charity Team проти «Амптгілл Таун». Амптгілл (жовті) vs Арсенал (червоні).

У місті базується аматорська команда «Амптгілл Таун», яка виступає на Амптгілл Парк. У регбі місто представляє клуб Амптгілл, учасник Другої Південної ліги, ліги четвертого розряду системи регбійних ліг Англії. Крикетний клуб Амптгілл Таун, заснований 1890 року, має чотири команди, що виступають у лігах Гертфордширу та Бедфордширу, проводячи мінімум чотири гри щосуботи та щонеділі. Щороку клуб проводить змагання на Кубок графства та товариську гру з командою Лондон Зоо.

## Плани на майбутнє
Останні кілька років значна увага приділялася розвитку Амптгілла та навколишньої території. Так, у 2006—2007 роках була повністю перебудована Бедфорд Стріт, де було знесено АЗС Shell, аркаду магазинів та невеликий супермаркет Budgens, на місці яких зараз парковка супермаркету Waitrose. Також облаштовано міські парковки та збудовано торгово-житловий комплекс Oxlet House. Супермаркет відкрив свої двері 29 вересня 2006 року, житловий комплекс введено в експлуатацію 2007-го.
Асоціація залізничного транспорту Бедфордширу докладає усіх зусиль для відновлення роботи залізничної станції Амптгілл, закритої 1959-го року.